# اس‌تی‌اس-۸۹
اس‌تی‌اس-۸۹ (انگلیسی: STS-89) یکی از ماموریت‌های برنامه شاتل‌های فضایی بود که در تاریخ ۲۳ ژانویه ۱۹۹۸ از پایگاه فضایی کندی به مقصد ایستگاه فضایی میر پرتاب شد. این ماموریت توسط شاتل اندور انجام گرفت و بخشی از برنامه شاتل–میر بود.